# Csabay Pál
Csabay Pál, névváltozat: Chiabay, Kubay, Csabay Tóth Pál (Nagybánya, 1804 – Debrecen, 1865. február 27.) színész, színigazgató.

## Életútja
1825-ben kezdte a színipályát. 1828–29-ben Kolozsvárott, 1829 és 1833 között pedig Kassán lépett fel. Ezután színigazgatóként is működött. 1847-ben a Nemzeti Színház felkérte másodügyelőnek, de nem élt ezzel az ajánlattal. A szabadságharcban honvédkapitányként szolgált, később visszatért a színigazgatáshoz. Sikerrel működött Miskolcon, Debrecenben és környékén is. Mint színész kevésbé tartották jelentősnek. Főleg idősebb karaktereket és ravasz, komikus figurákat formált meg.
Első felesége Éder Antónia színésznő volt, akit 1828. február 13-án Debrecenben vett feleségül. Második neje Szakáll Klára színésznő volt, akivel 1839. november 13-án kötött házasságot Debrecenben.

## Fontosabb szerepei
- Bivalyfi (August von Kotzebue: Pajzán ifjú)
- Beckó (Kisfaludy Károly: Stibor vajda)
- Kardos (Fáy András: Régi pénzek)
- Sírásó (Ernst Raupach: Molnár és gyermeke)
- Kuvik (Vörösmarty Mihály: Vérnász)